# قارچ کلاه‌چرب کاجستان
قارچ کلاه‌چرب کاجستان (نام علمی: Hygrophorus latitabundus) نام یک گونه از سرده کلاه‌چرب‌ها است.